# BonVenture
BonVenture ist ein sozialer Venture Capital Fonds. Die BonVenture Gruppe nutzt als erste Beteiligungsgesellschaft im deutschsprachigen Raum das Prinzip des sozial verantwortlichen Risikokapitals, um Sozialunternehmer bzw. Social Businesses zu unterstützen, ein ökologisches oder gesellschaftliches Problem zu lösen und gleichzeitig ein finanziell tragfähiges Geschäft aufzubauen.

## Tätigkeit
Als High Impact Investor fördert die BonVenture Gruppe seit 2003 Social Entrepreneurship. BonVenture macht es dabei zur Bedingung, dass diese Sozialunternehmen gesellschaftliche Probleme mit innovativen, multiplizierbaren Konzepten lösen. BonVenture unterstützt Sozialunternehmen durch sozial verantwortliches Risikokapital sowie, insbesondere auch durch Beratung, Mentoring und Netzwerkkontakte. Der Auswahl- und Betreuungsprozess folgt dem Ansatz von Venture Capital Programmen. BonVenture ist als einzige deutsche Fondsgesellschaft als European Social Entrepreneurship Funds (EuSEF) bei der BaFin registriert und damit der sozialen Wirkung der Investments auch gesetzlich verpflichtet.
BonVenture arbeitet daran mit, den Impact Sektor (auch: Mission Investing) weiterzuentwickeln. Dazu steht BonVenture in engem Austausch mit Wirtschaft, Wissenschaft und den verschiedenen Akteuren des Sozialsektors. BonVenture zählt zu den Mitautoren des 2010 veröffentlichten Social Reporting Standards (SRS), der die Transparenz im sozialen Sektor fördert. Die Gesellschaft ist Unterzeichnerin der Initiative Transparente Zivilgesellschaft. 2022 schließt Bonventure seinen neuen Fonds Bonventure IV. Sowohl institutionelle als auch private Investoren beteiligen sich an dem Fonds. Die ursprüngliche Zielsumme lag bei 35–40 Millionen Euro, eingesammelt werden konnten 50 Millionen Euro.

## Arbeitsweise gemäß der Impact Investierens
BonVenture operiert auf der Basis des Impact Investierens und verfolgt das Prinzip einer doppelten Rendite; d. h. sowohl Finanzrendite für ihre Anleger als auch das Erreichen von Wirkungszielen für die Umwelt oder die Gesellschaft (auch: Sozialrendite). Im Sinne des Drei-Säulen-Modells (auch: Triple Bottom Line) ist das Ziel ein möglichst hoher sozialer, ökologischer oder gesellschaftlicher Mehrwert (Social Impact).

## Auswahl unterstützter Projekte
- abgeordnetenwatch.de – Öffentliche Online-Plattform für den Austausch mit Politikern
- Ashoka Deutschland – Förderung von Sozialunternehmertum
- Chancenwerk – Bessere Bildungschancen durch ein innovatives Mentorenprogramm an Schulen
- Dialogmuseum – Rollentausch zur Integration sehbehinderter und blinder Menschen
- Followfood – Verbesserung der Transparenz im Fischfang durch die Einführung von „Tracking Codes“[12]